# 새한 레코드

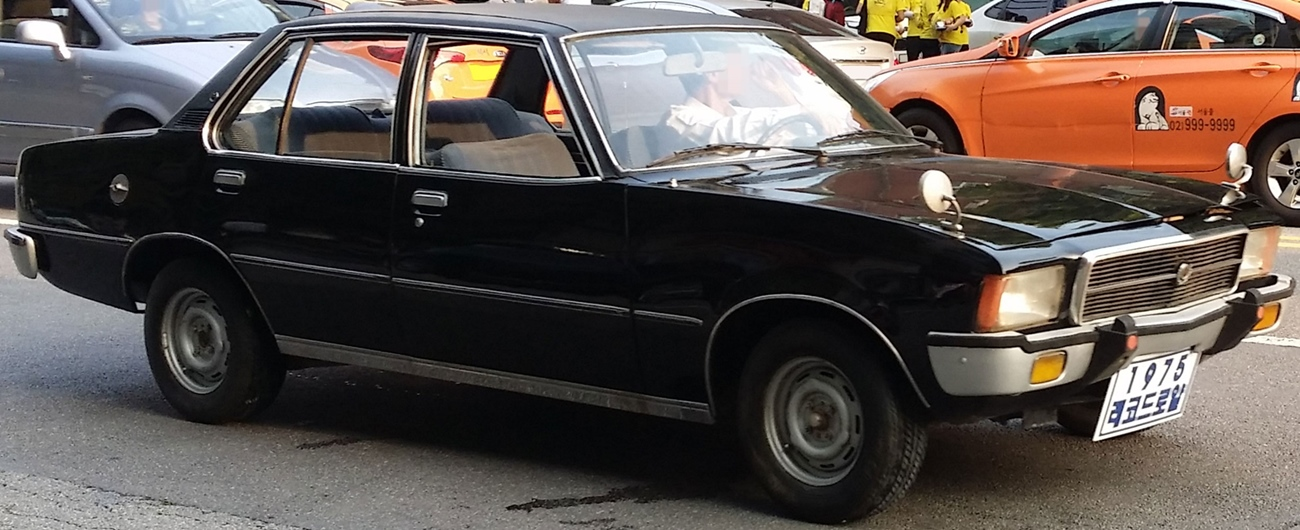
새한 레코드 정측면

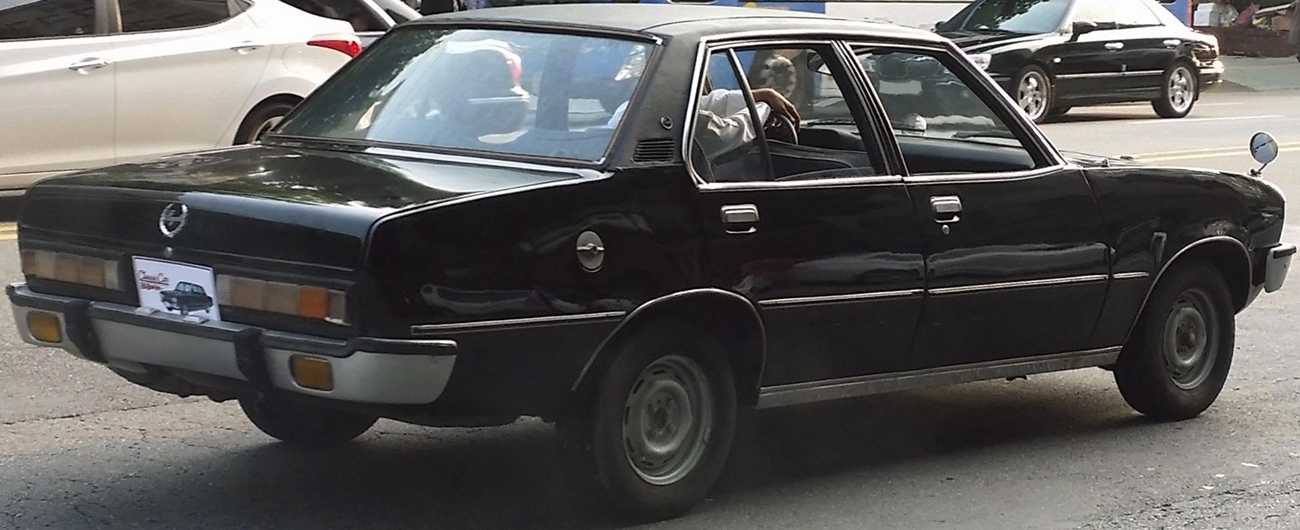
새한 레코드 후측면

새한 레코드(Saehan Rekord)는 GM코리아(한국GM의 전신)가 1973년 1월에 출시한 고급 세단이다. 1972년 9월 19일에 웨스트 조선호텔에서 쉐보레 1700과 함께 국내 최초의 신차 발표회를 가졌고, 레코드는 엔진과 바디 등 주요 부품을 오펠에서 모두 수입해 만들었다. 출시 당시의 가격은 표준형이 2,637,000원, 디럭스형이 2,79,3000원이었다. 현대 포드 20M 등 경쟁 차종에 비해 크기는 좀 작았으나, 단아하고 깔끔한 디자인이 고급스러운 느낌을 자아냈다. 앞 좌석은 벤치 타입으로 길게 이어져 3명이 앉을 수도 있었으나, 1974년부터는 헤드 레스트가 달린 독립된 고급 좌석을 갖추었다. 당시 경쟁 차종보다 연비도 좋았고, 6기통이 아닌 4기통이라 자동차세도 1분기에 쉐보레 1700과 같은 41,000원에 불과해 경제적인 고급차라는 타이틀을 달기도 했다. 1975년 8월에는 외관이 소폭 변경된 레코드 로얄이 선보였다. 로얄이라는 이름이 처음 쓰인 것은 이때가 처음이나, 1980년대 국내 중형차 시장과 대형차 시장을 장악한 로얄 시리즈의 전신은 1978년에 선보인 신형 레코드 로얄이다.
대한민국 영화 『택시운전사』의 실제 김사복 씨가 위르겐 힌츠페터와 함께 전라남도 광주시(현 광주광역시)를 다녀왔을 때 영화에 나온 기아 브리사가 아닌 이 차를 이용했다.

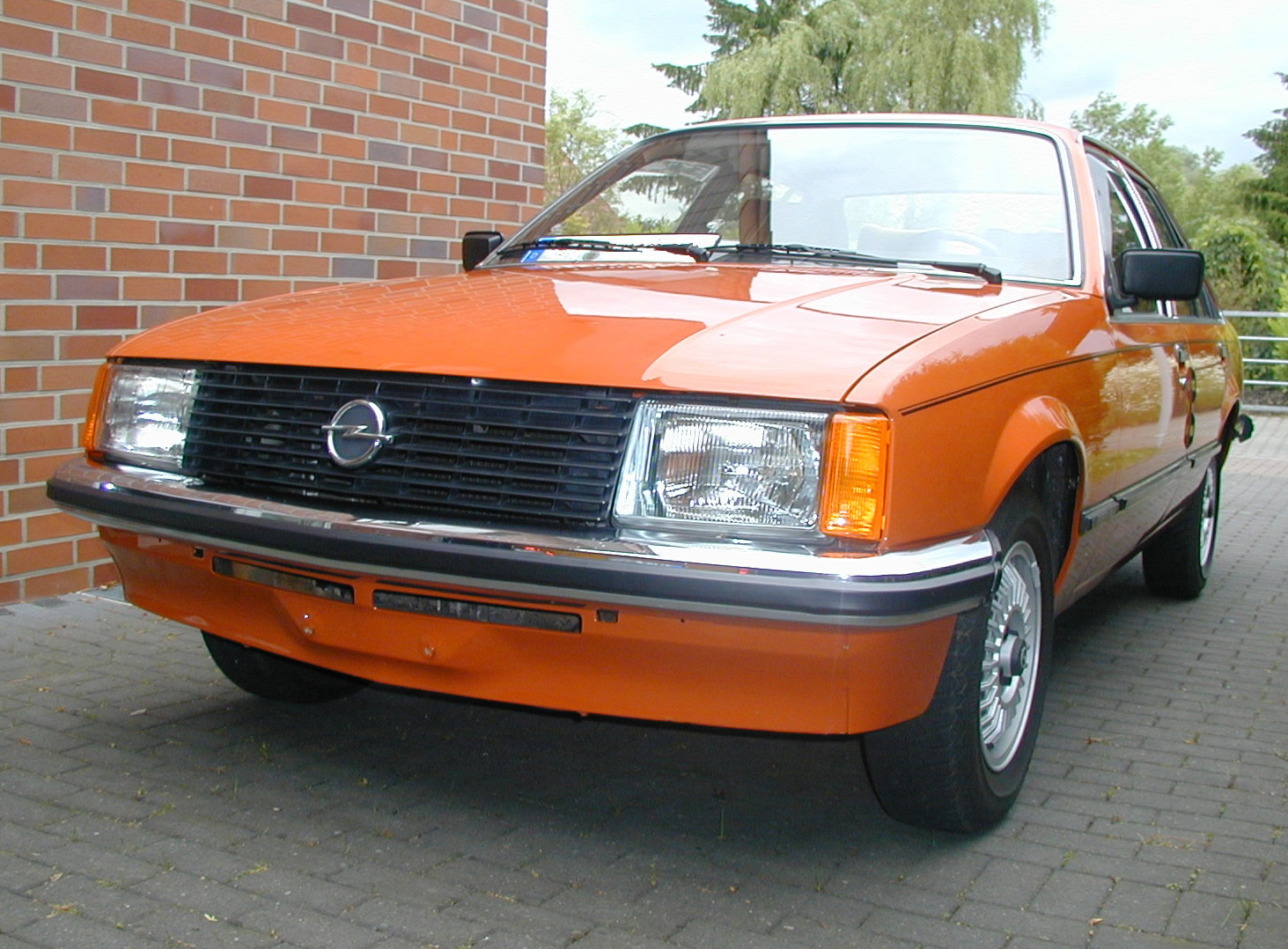
오펠 레코드(신형) 정측면
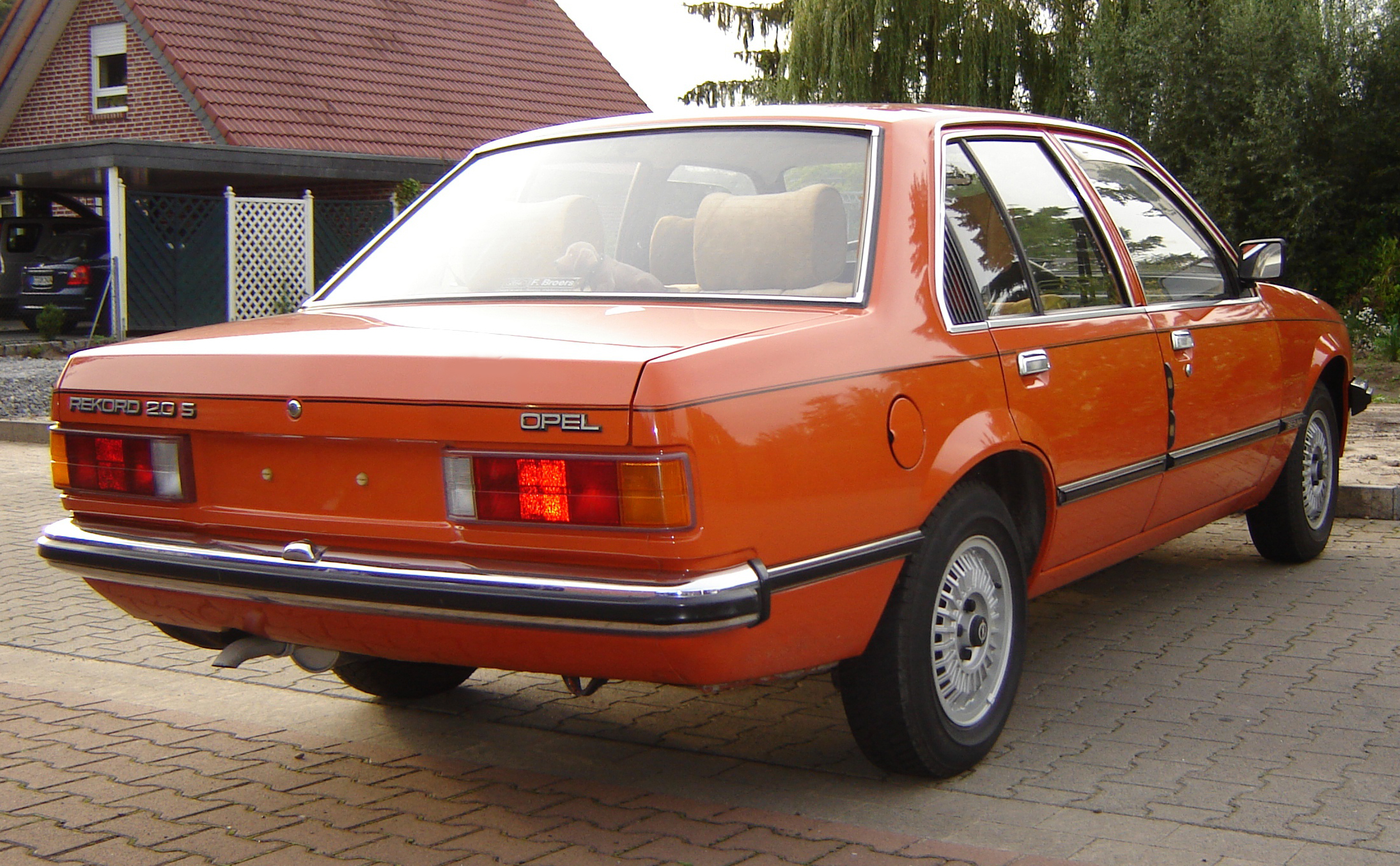
오펠 레코드(신형) 후측면

## 제원
- 전장(mm) : 4,567(레코드)/4,617(레코드 로얄)
- 전폭(mm) : 1,718(레코드)/1,726(레코드 로얄)
- 전고(mm) : 1,424(레코드)/1,362(레코드 로얄)
- 축거(mm) : 2,668
- 윤거(전, mm) : 1,427(레코드)/1,435(레코드 로얄)
- 윤거(후, mm) : 1,412
- 승차정원 : 5명
- 구동형식 : 후륜 구동

| 구분               | 1.9        |
| ------------------ | ---------- |
| 연료               | 가솔린     |
| 배기량(cc)         | 1,897      |
| 최고출력(ps/rpm)   | 102/5,400  |
| 최대토크(kg*m/rpm) | 16.2/3,400 |